# Gilbert Obermair
Gilbert Obermair (* 26. Februar 1934 in Wels, Oberösterreich; † 8. Dezember 2002 in München) war ein österreichischer Journalist und Autor von Spielen, Ratgeber- und Hobbyliteratur.

## Leben
Obermair absolvierte zunächst ein Studium der Handelswissenschaften in Wien und arbeitete dann ab 1961 in Deutschland als Verlagskaufmann und Musikproduzent. Er komponierte Schlager und trat unter dem Pseudonym Lambacher auch als Textdichter auf. Er bildete sich als Systemanalytiker fort und arbeitete ab 1966 als Systemspezialist bei IBM. 1970 wechselte er zum Softwarehaus ADV/Orga und betätigte sich ab 1974 als Planer von EDV-, Lehr- und Spielsystemen. Zu dieser Zeit begann er auch, sich als Autor und Journalist mit Spielen zu beschäftigen, hauptsächlich mit Wort- und Buchstabenspielen. 1975 kam sein erstes Spiel Orakel zur Zukunftsdeutung mit Karten und Würfel beim Heyne Verlag auf den Markt.
1979 war er an der Herausgabe der ersten deutschen Spielezeitschrift Spiel (Vorläufer der Spielbox) beteiligt. In den Anfangsjahren des Spiel des Jahres war Obermair 1979 und 1980 Jurymitglied. Obermair, der seinen beruflichen Wohnsitz in München hatte, verfasste Bücher mit Zusammenstellungen von Spielen aller Art. Zu seinen Hobbys, der Volksmusik und der Bauernmalerei, steuerte er ebenfalls Ratgeberliteratur bei.
Gilbert Obermair fand seine letzte Ruhestätte in Lambach.

## Preise und Auszeichnungen
Obermairs Spiel Quibbix erschien 1981 auf der Auswahlliste Spiel des Jahres.

## Werke

### Bücher (Auswahl)
- Patiencen, München : Heyne, 1984
- Indianische Weisheiten, München : Heyne, 2001
- Streichholz-Spielereien, Niedernhausen/Ts. : Falken, 2000
- Tarot, München : Heyne, 1999
- Die interessantesten Wortspiele, Rastatt : Neff, 1994
- EDV-Grundwissen, München : Heyne, 1989,
- Denkspiele auf dem Schachbrett, München : Hugendubel, 1984
- Wort-Spielereien, München : Heyne, 1981,
- Bauernmalerei, München : Heyne, 1979
- Shanties – die alten Gesänge der Fahrensleute als Herausgeber, Heyne 1983
- Mensch und Kybernetik – Eine allgemeinverständliche Einführung als Herausgeber, Heyne 1975

### Spiele (Auswahl)
- Black Vienna, 1987 Franckh-Kosmos Verlag
- Bremer Stadtmusikanten, 1987 Franckh-Kosmos Verlag
- Macht die Bäume wieder grün, 1985 Schmidt Spiel + Freizeit
- Quibbix, 1980 Intelli, 1984 Ravensburger